# باشگاه فوتبال گوانگژو
لیگ دسته اول فوتبال چین
باشگاه فوتبال گوانگ‌ژو (به چینی: 广州恒大足球俱乐部) یک باشگاه فوتبال در گوانگ‌ژو، گوانگ‌دونگ در کشور چین بود.
این باشگاه در سال ۱۹۵۴ میلادی تأسیس شده‌است.
این تیم در لیگ قهرمانان آسیا ۲۰۱۳ و لیگ قهرمانان آسیا ۲۰۱۵ به مقام قهرمانی رسیده‌است.
گوانگ‌ژو با هشت قهرمانی از جمله هفت قهرمانی پیاپی (از سال ۲۰۱۱ تا ۲۰۱۷) در سوپر لیگ فوتبال چین، پرافتخارترین تیم این مسابقات به حساب می‌آید. همچنین این تیم سابقهٔ دو قهرمانی در جام حذفی چین و چهار قهرمانی در سوپر جام چین را دارد.
این باشگاه در مسابقات جام باشگاه‌های جهان دو بار و در سال‌های ۲۰۱۳ و ۲۰۱۵ به مقام چهارمی نیز دست یافته‌است.
همچنین این تیم پرطرفدارترین باشگاه چین و یکی از پرطرفدارترین باشگاه‌های آسیا است.
این تیم در فصل ۲۳–۲۰۲۲ به لیگ دسته اول فوتبال چین سقوط کرد.
این تیم بعد از پایان فصل ۲۴–۲۰۲۳ که در آن به مقام سومی لیگ دسته اول فوتبال چین رسید و از صعود به سوپرلیگ جا ماند با صدور بیانیه‌ای، اعلام کرد که باشگاه گوانگژو چین به دلیل مشکلات مالی رسماً منحل شد.

## بازیکنان برجسته
برزیل
- پائولینیو
- ریکاردو گولرت
- روبینیو
- آلان کاروالیو
- الکسون
- موریکی
- پائولو
- رنه ژونیور
- ریناتو کاجا
- سیلو
- تالیسکا

کلمبیا
- جکسون مارتینز

انگلستان
- تایاس براونینگ

ایتالیا
- الساندرو دیامنتی
- آلبرتو جیلاردینو

کره جنوبی
- کو ون هی
- کیم هیونگ ایل
- کیم یونگ-گوون

پاراگوئه
- لوکاس باریوس

## مربیان برجسته
- مارچلو لیپی
- فابیو کاناوارو
- فیلیپه اسکولاری

## افتخارات

### داخلی

#### لیگ
- سوپر لیگ فوتبال چین

قهرمان (۸): ۲۰۱۱، ۲۰۱۲، ۲۰۱۳، ۲۰۱۴، ۲۰۱۵، ۲۰۱۶، ۲۰۱۷٬۲۰۱۹
- Chinese Jia-B League / لیگ یک فوتبال چین

قهرمان (۵): ۱۹۵۶، ۱۹۵۸، ۱۹۸۱، ۲۰۰۷، ۲۰۱۰

#### جام‌ها
- جام حذفی فوتبال چین

قهرمان (۲): ۲۰۱۲، ۲۰۱۶
- سوپر جام فوتبال چین

قهرمان (۴): ۲۰۱۲، ۲۰۱۶، ۲۰۱۷، ۲۰۱۸

### بین‌المللی
- لیگ قهرمانان آسیا

قهرمان (۲): ۲۰۱۳، ۲۰۱۵
- جام باشگاه‌های فوتبال جهان

چهارم (۲): ۲۰۱۳، ۲۰۱۵